# Ville du Grand Bendigo
La Ville du grand Bendigo (City of Greater Bendigo) est une zone d'administration locale dans le centre du Victoria en Australie.
Elle résulte de la fusion en 1994 de la ville de Bendigo, de l'arrondissement d'Eaglehawk et des comtés de Strathfieldsaye, Huntly, Marong et McIvor.
Elle est traversée par la Calder Highway.
La ville comprend les communes de Bendigo, Quarry Hill, Golden Square, Kangaroo Flat, Eaglehawk, Epsom, White Hills, Marong, Lockwood, Lockwood South, Ravenswood, Sebastian, Elmore, Heathcote, Maiden Gully, Spring Gully, Strathfieldsaye, Lake Eppalock, Axedale, Goornong, Raywood et Huntly.